# Aculescutellaris hirtellus
Aculescutellaris hirtellus är en insektsart som beskrevs av Zhang, Wei och Webb 2007. Aculescutellaris hirtellus ingår i släktet Aculescutellaris och familjen dvärgstritar. Inga underarter finns listade i Catalogue of Life.